# Amministrazione finanziaria
L'amministrazione finanziaria (identificata anche come fisco) è l'insieme delle strutture amministrative che si occupano della gestione delle entrate di una organizzazione privata o pubblica (come ad esempio uno Stato).

## Storia
Il termine fisco (fiscus in latino, "cesto", "cassa") indicava originariamente la cassa ed il tesoro privato dell'imperatore romano, distinto dall'aerarium (da aes, aeris, cioè "rame, bronzo, denaro, tesoro")

## Terminologia
Nel linguaggio corrente questo tipo di pubblica amministrazione viene indicata con i termini:
- Fisco, per indicare gli uffici pubblici che si occupano dei tributi;
- Erario, per indicare le casse dello Stato.

## Nel mondo

### Italia
Al vertice vi è il Ministero dell'economia e delle finanze (MEF).
Al MEF sono collegate tre Agenzie, dette Agenzie Fiscali, in stretto coordinamento con il Ministro ma del tutto autonome:
- Agenzia delle entrate, che si occupa dei tributi dello Stato (dal 2012 incorpora l'Agenzia del territorio, che gestisce i servizi catastali e cartografici, i servizi di pubblicità immobiliare, i servizi tecnici estimali e l'Osservatorio del Mercato Immobiliare);
- Agenzia del demanio, che si occupa dei beni demaniali dello Stato;
- Agenzia delle dogane e dei monopoli, che gestisce l'ambito doganale dello Stato, che dal 2012 incorpora anche l'Amministrazione autonoma dei monopoli di Stato (AAMS).

Un particolare settore dell'Amministrazione delle Finanze è rappresentato dalla Guardia di Finanza, Corpo di polizia economico-finanziaria e giudiziaria.